# Empresa Metropolitana de Transportes Urbanos de São Paulo

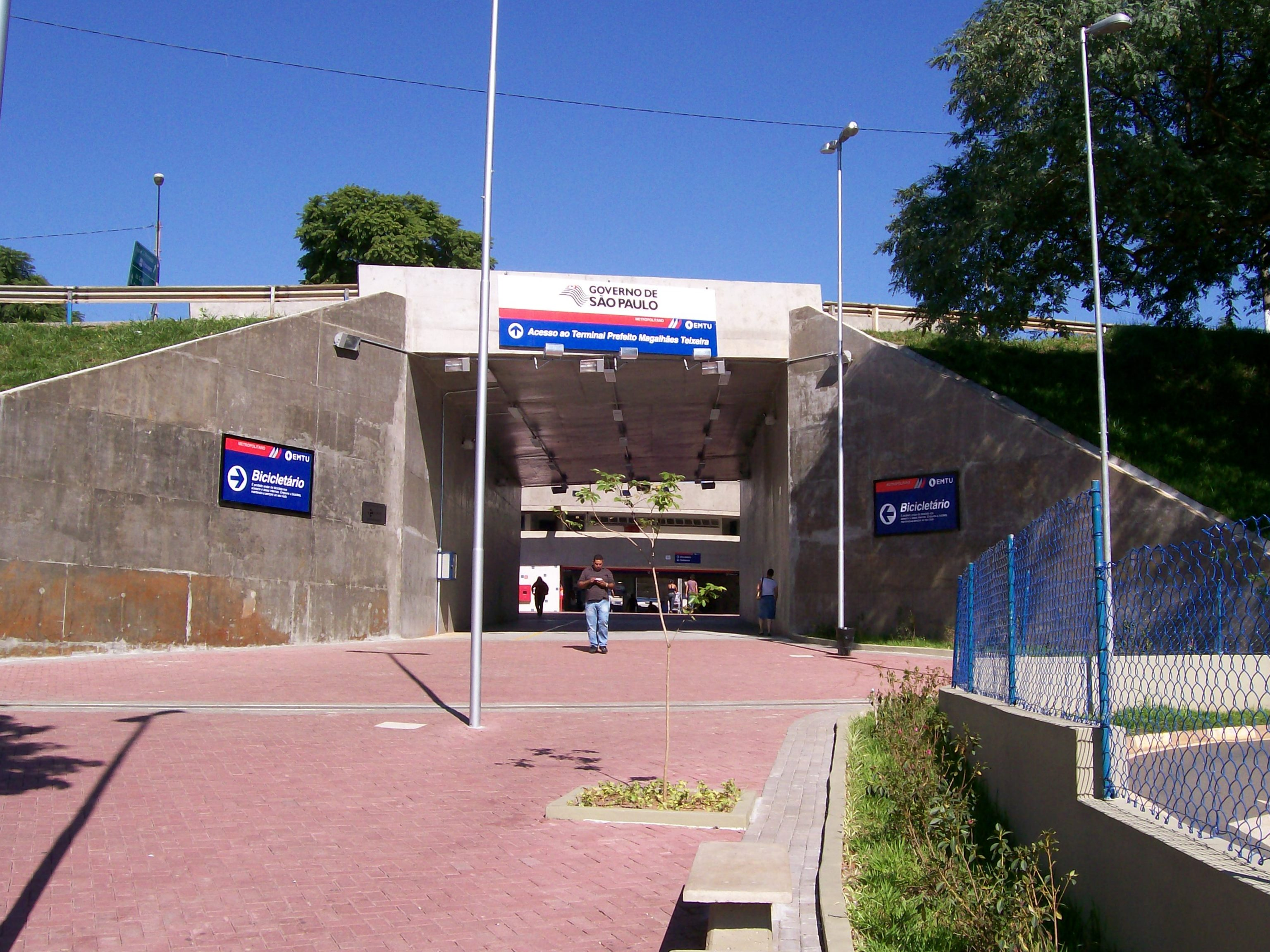
Entrada del metro de campinas

El Empresa Metropolitana de Transportes Urbanos de São Paulo (EMTU-SP), creada en 1977, es la compañía responsable del transporte de 5 millones de personas de la Región Metropolitana de São Paulo por autobús, complementando el servicio del Metro de São Paulo y del CPTM.